# Vivo Team Grupo Oresy
El Vivo Team Grupo Oresy (código UCI: VIV) fue un equipo ciclista paraguayo de categoría continental a partir de la temporada 2016 hasta 2018 tras fusionarse con el equipo Massi-Kuwait Cycling Project. El equipo se inició en el 2015 como un proyecto de ciclismo amateur promocionando la salud integral del ser humano, basándose en su filosofía de incentivar la producción, promoción y desarrollo de tecnología para el mejoramiento de la calidad de vida.

## Material ciclista
El equipo utilizaba bicicletas Basso, componentes SRAM y  cascos Catlike.

## Clasificaciones UCI
Las clasificaciones del equipo y de su ciclista más destacado fueron las siguientes:

### UCI America Tour
| Temporada | Clasificación por equipos | Mejor corredor | Posición |
| 2018      | 41.º                      | Bernardo Flor  | 371.º    |

## Palmarés
Para años anteriores véase: Palmarés del Vivo Team Grupo Oresy.

### Palmarés 2018

#### Circuitos Continentales UCI
| Fechas | Circuito | Carreras | Ganador |

## Plantillas
Para años anteriores, véase Plantillas del Vivo Team Grupo Oresy

### Plantilla 2018
| Corredor       | Nacimiento | Nacionalidad | Equipo 2017           |
| Miguel Alcocer | 04/02/1990 | Argentina    | Neoprofesional        |
| Samuel Coronel | 26/06/1990 | Paraguay     | Vivo Team Grupo Oresy |
| Elías Escobar  | 09/07/1994 | Paraguay     | Neoprofesional        |
| Bernardo Flor  | 17/05/1997 | Paraguay     | Vivo Team Grupo Oresy |
| Gustavo Miño   | 12/06/1984 | Paraguay     | Vivo Team Grupo Oresy |
| Ernesto Mora   | 07/11/1991 | Paraguay     | Vivo Team Grupo Oresy |
| Javier Salas   | 08/07/1984 | Argentina    | Neoprofesional        |
| Juan Salas     | 05/09/1997 | Argentina    | Vivo Team Grupo Oresy |